# Макабърна проза
Макабърната проза е вид проза, в която напрежението и страхът от неизвестността са основни изразни средства.
Макабърната проза се нарича още и литература на ужаса или диаболична проза.
Известни писатели, писали проза в този жанр, са Едгар Алан По и Хауърд Лъвкрафт.